# Tobias Hartleb
Tobias Hartleb ist ein Dresdner Komponist. Er vertonte Gedichte afroamerikanischer Lyriker wie Langston Hughes für das 1984 beim DDR-Plattenlabel Litera erschienene Album Ströme – Negerlyrik aus zwei Kontinenten. Die Stücke wurden von Wolfgang Dehler und Ruth Hohmann interpretiert.
Karlheinz Drechsel bewertet Hartlebs Arbeiten als „vielschichtige, anspruchsvolle Kompositionen/Partituren, deren Grundgestus auf vom Jazz-Idiom abgeleiteten Bezugslinien zu Blues, Gospel und zeitgenössischer Popmusik“ beruhten.